# Prinsenbeek
Prinsenbeek (Brabants: De/D'n Beek) is een dorp in de gemeente Breda in de Nederlandse provincie Noord-Brabant. In 1997 ging Prinsenbeek evenals Bavel, Teteringen en Ulvenhout op in de gemeente Breda, na een gemeentelijke herindeling en werden het dorpen in deze gemeente. Prinsenbeek ligt ten westen van de A16 en de HSL-Zuid, dicht bij de Haagse Beemden. Via een voetgangersbrug is er toegang tot station Breda-Prinsenbeek aan de oostkant van de A16.

## Geschiedenis
Beek werd in 1796 een zelfstandige parochie. Het dorp heette aanvankelijk Beek. De Prinsenhoeve te Beek wordt al in de veertiende eeuw genoemd en omstreeks 1430 was er sprake van een buurtschap. Deze ontstond op een plaats waar twee waterlopen vanuit het Liesbos samenkwamen. In de 17e eeuw ontstond er een soort markt, wat niet meer was dan een verbreding in de straat. Aan de markt stond de 15e-eeuwse de Sint-Gertrudiskapel, die nog in 1520 werd genoemd. Beek werd in 1796 een zelfstandige parochie die zich afsplitste van die van Princenhage, waartoe het dorp al sinds 1316 behoorde. De parochie was gewijd aan Onze-Lieve-Vrouw Hemelvaart. Sint-Gertrudis werd gehandhaafd als tweede patroonheilige. In 1648 werd de kapel genaast en deed dienst als school. Aldus ontwikkelde Beek zich tot een dorp, waarin ook enkele middenstanders zich vestigden, en later ook wat renteniers van boerenafkomst. In 1832 werd de kapel gesloopt.
Vermoedelijk had deze kapel een voorganger, die eveneens aan Gertrudis was gewijd en in de buurtschap Groot Overveld stond. Deze werd in documenten nog: Sint Geertruyden boske genoemd, maar was toen al niet meer dan een ruïne, die op een kaart van 1827 nog werd getekend op een eilandje in een toenmalige vijver.
De kerk uit 1796 werd in 1858 gesloopt en een nieuwe, neoclassicistische, kerk werd gebouwd, onder architectuur van P.J. Soffers. In 1876 kwam er een Verschueren-orgel. In 1964 werd een nieuwe kerk in gebruik genomen en werd de kerk van Soffers eveneens gesloopt. Het orgel werd naar de nieuwe kerk overgebracht; het hoofdaltaar, bijna 14 meter hoog en 6 meter breed, van eikenhout met gepolychromeerde beelden (Turnhout, 1864) werd in de jaren negentig overgebracht naar de Laurentiuskerk in Voorschoten.
Prinsenbeek behoorde oorspronkelijk onder de naam Beek tot de gemeente Princenhage. Het werd in 1942 een zelfstandige gemeente, met aanvankelijk de naam Beek, terwijl de rest van de gemeente Princenhage aan Breda werd toegevoegd. In 1951 werd de gemeentenaam gewijzigd in Prinsenbeek. Bij Koninklijk Besluit van 12 januari 1951 werd Prinsenbeek een gemeentewapen toegekend. Op 11 oktober 1963 werd bij besluit van de gemeenteraad een officiële gemeentevlag aangenomen. Op 1 juli 1976 werd het grondgebied ten oosten van de spoorweg Breda-Lage Zwaluwe bij Breda gevoegd. Bij de gemeentelijke herindeling van 1 januari 1997 werd de rest van de gemeente bij Breda gevoegd. Het oude gemeentewapen van Prinsenbeek is op 22 december 2011 door de gemeenteraad van Breda vastgesteld als dorpswapen. Aanvankelijk wilde men daarbij de kroon van het wapen verwijderen, maar hiertegen werd door de bevolking geprotesteerd, waarop werd besloten het wapen te laten zoals het als gemeentewapen gebruikt is geweest. Het gebruik van het dorpswapen is uitsluitend ceremonieel.
Op 29 mei 1988 vond de opening van het Station Breda-Prinsenbeek plaats.
Op 25 augustus 1972 vond op de A16 de verkeersramp bij Prinsenbeek plaats, waarbij 13 personen om het leven kwamen en 26 personen gewond raakten. Ongeveer 60 voertuigen waren bij deze kettingbotsing betrokken, waarbij ook brand uitbrak.

## Gertrudisverering
Volgens de overlevering zou de Heilige Gertrudis van Nijvel in Beek hebben gewoond. Toen de plaatselijke boeren last hadden van muizen, offerden zij aan hun heidense goden, want het was in de 7e eeuw. Dit hielp echter niet, waarop Gertrudis hen besloot te helpen. Zij ging naar een vijver in de buurtschap Groot Overveld en begon te bidden. Steeds meer muizen kropen naar haar toe, en kwamen zo dicht bij haar, dat ze zelfs op haar staf kropen. Vervolgens liep zij, met duizenden muizen achter haar aan, naar de huidige Kerkewei. Daar aangekomen sprak zij tot de muizen: Lieve muizen! Uit de aarde zijn jullie gekomen, in de aarde zullen jullie weer teruggaan, opdat deze mensen als goede dienaren van God van de aarde kunnen leven. Hierop kropen de muizen allemaal terug in de aarde. De boeren, die zoiets nog nooit hadden aanschouwd, bekeerden zich tot het christendom en bouwden een kapel bij de vijver.
Deze kapel zou dan de voorloper van de latere Gertrudiskapel te Prinsenbeek geweest zijn. Het verhaal van de muizen is vermoedelijk een naar Beek verplaatste versie van een algemener voorkomend verhaal, dat op zijn beurt ook weer enigszins aan de rattenvanger van Hamelen doet denken.
Tijdens opgravingen in 2019 zijn resten van de kapel en vijver teruggevonden op de grond tussen de Brielsedreef en Postbaan.

## Demografie
Op 24 juli 1975 bereikte het aantal inwoners in Prinsenbeek voor het eerst de 10.000. Sindsdien heeft het aantal inwoners gefluctueerd rond de 10.000. Een hoofdoorzaak van de soms drastische inwonersdaling is het feit dat de gemeente bepaalde gebieden aan omliggende gemeentes is kwijtgeraakt.
Het aantal inwoners bedroeg op 1 januari 2023 12.330 personen (5.785 mannen en 5.935 vrouwen). Het aantal van 12.330 personen is ongeveer 6,4% van het totaal aantal inwoners van de gemeente Breda; totaal op 22 november 2024 was het aantal inwoners 183.873 personen (90.536 mannen en 93.337 vrouwen).

## Bezienswaardigheden
- De Onze-Lieve-Vrouw Hemelvaartkerk is een modernistische kerk uit 1963. Het is een bakstenen zaalkerk met losstaande toren en lessenaarsdak. Opvallend zijn de inspringende rechthoekige vensters in de voorgevel. In de kerk bevindt zich unieke moderne kerkkunst van Gerrit de Morée en een Verschueren-orgel. Architecten waren Cees Geenen en Leo Oskam.
- De Protestantse kerk aan de Harmonielaan 24 stamt uit 1986. Architect was Hendrik Jan Groeneweg. De kerk is eenvoudig ingericht, maar de architect heeft de lichtinval gebruikt om het interieur een bijzondere sfeer te geven. Als voorganger was er sinds 1971 een houten keet. De protestantse gemeente groeide sterk door de komst van vele forenzen. Hierdoor werd de bouw van een kerk noodzakelijk.
- De Negen Gebroeders, het restant van een beltmolen uit 1870, aan de Beeksestraat 55. De laatste resten van de deze molen zijn gesloopt in 2014.
- De waterpomp op de Markt is een reconstructie uit 1975 van de dorpspomp uit 1874 die rond 1935 was afgebroken.
- Het Kasteel Gageldonk, en de bijbehorende Kapel van Gageldonk, bevonden zich vanouds op Prinsenbeeks grondgebied.
- In 1953 werd een Mariakapel gebouwd. In 1980 werd de kapel omgedoopt tot 'Vredeskapel', ter herinnering aan allen die in de Tweede Wereldoorlog zijn gevallen voor de vrijheid.
- Op de markt zijn er monumenten in verband met carnaval: Een Boemelplein met de namen van clubs, oud-prinsen en kapellen en het beeld 't Boemeltje, het symbool van karnaval in Prinsenbeek. Ter gelegenheid van het 44-jarige bestaan van de Beekse Algemene Karnavalsstichting werd een door lokale kunstenaars vervaardigd kunstwerk, genaamd 'de Polonaise', geplaatst bij welzijnsgebouw "De Drie Linden".
- Bij het voormalig gemeentehuis van Prinsenbeek stond het beeld "De Verbroedering", gemaakt door kunstenaar Gerard Verpaalen en aangeboden door de Prinsenbeekse bevolking. Dit beeld is in 2011 verplaatst naar het plein bij de RK kerk op de Markt.
- Op de markt is een mooi trouwlaantje, het pad naar de Onze Lieve Vrouw Hemelvaartkerk. De kiosk is verdwenen bij de reconstructie van de markt in 2019[4].
- Bij de ingang van het Park Overbos staat een grote zilveren ring op een hoge sokkel. Het park is bijzonder vanwege de grote lengte en twee brede "stadsducten", waar veel bomen en andere begroeiing op is geplant. Tevens is er een dierenhoek in het park.
- De Nispenhoeve aan Beeksestraat 76 is een boerderij met karschop, Vlaamse schuur, bakhuis en stal. De boerderij in huidige staat dateert van 1891, maar er is op het complex bebouwing daterend van ca 1648, ca 1700 en ca 1750. Er is een kunstgalerie gevestigd.
- Aan Beeksestraat 92 staat een huis met rieten zadeldak. Oorspronkelijk waren dit twee landarbeiderswoningen uit de 19e eeuw.
- Prinsenhoef aan Prinsendreef 4, een langgevelboerderij. Daarbij staan twee fraaie schuren van het Vlaamse type met rieten dak en wanden van geteerde planken. Voor de boerderij bevindt zich een put met hik en haalboom.
- Bij het station Prinsenbeek staat de Luchtmachttoren, het hoofdkwartier van het Commando Luchtstrijdkrachten.

## Muziek

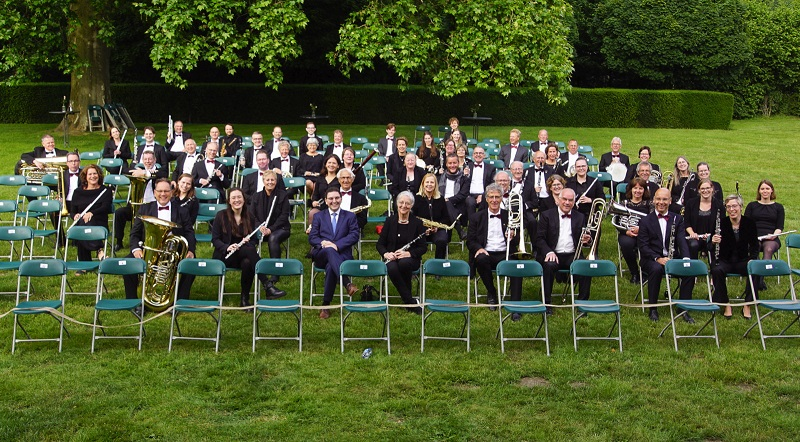
Groot of Symfonisch blaasorkest van Amor Musae Prinsenbeek tijdens de concertreis in 2022 in Münster.

De oudste muziekvereniging van Prinsenbeek is de Harmonie Amor Musae. Deze vereniging bestaat in 2023 135 jaar.
Op 21 juli 1888 werd op het voormalige Beek, ‘op eene bijeenkomst der Werkende Leden van de Zangvereeniging “Onderling Kunstgenot” ‘, met algemene stemmen besloten de zangvereniging op te heffen en ‘en masse’ toe te treden tot de nieuw op te richten harmonie. Grote stimulator tot de oprichting van een eigen harmonie op de Beek, dat toen tot de gemeente ‘s-Princenhage behoorde, was Gerard Paantjens, de hoofd-schoolmeester van de openbare lagere school op de Beek en vervolgens ook de eerste directeur (dirigent). Op voorstel van de eerste secretaris-penningmeester van de harmonie, Adrianus Rops, onderwijzer aan de openbare lagere school te Beek, werd aan de harmonie de naam “Amor Musae” gegeven, wat volgens classici betekent: ‘Liefde voor de muze (van de muziek)’.
De eerste aankoop bestond uit koperen blaasinstrumenten en slagwerk. Hieruit blijkt dat “Amor Musae” alleen nog maar over ‘koper’ beschikte en dus is begonnen als fanfare. Pas in 1923, onder de tweede dirigent, Cornelis Peels, werd het eerste ‘hout’, een paar klarinetten, aangeschaft en werd de fanfare daarna geleidelijk aan omgevormd tot een volwaardige harmonie. Vanaf de jaren vijftig van de vorige eeuw is ‘het harmonieorkest’, en zo dus ook “Amor Musae”, geëvolueerd tot een ‘symfonisch blaasorkest’ dat nauwelijks meer door de straten marcheert, maar nog voornamelijk podiumconcerten geeft.
Voor haar bijdragen aan het muzikale leven in Beek/Prinsenbeek en daarbuiten, heeft “Amor Musae” in de loop der jaren uit brede kring vele blijken van waardering mogen ontvangen. Een enkele keer werd daaraan een officieel tintje gegeven. Zoals bij de viering van haar 100-jarig bestaan in 1988, toen “Amor Musae” werd onderscheiden met de Koninklijke Erepenning en in 1990, toen haar de Cultuurprijs Prinsenbeek werd toegekend.
“Amor Musae” heeft van meet af aan deelgenomen aan toernooien, festivals, concoursen en concertwedstrijden om zich daar te meten met andere muziekverenigingen. De vele penningen aan de kroon van het vaandel zijn daar de rinkelende getuigen van. Als winnaar van het Federatieve Muziekconcours 1973 te Roosendaal, waar zij onder leiding van dirigent Nol Leblanc in de Ere-Afdeling de 1e prijs met lof van de jury behaalde, ontving “Amor Musae” de uitnodiging om nog datzelfde jaar deel te nemen aan de landelijke kampioenswedstrijden in Delf. Hier werd “Amor Musae”, landskampioen in de Ere-Afdeling en daarmee winnaar van de Witte Wimpel.
Sinds de invoering van het bondsconcours heeft “Amor Musae” zich opgewerkt tot de huidige 1e Divisie (voorheen ‘Superieure’ Divisie), met vanaf 1987 louter eerste prijzen en steeds ook het hoogste aantal punten van het concours. Daarnaast was ‘Valencia’ een ultiem buitenlands succes. Daar werd in 2006, onder leiding van dirigent Frans van Dun, deelgenomen aan het prestigieuze Certamen Internacional de Bandas de Música. In de Sección Primera, de eerste divisie, sleepte “Amor Musae” hier de hoogste prijs, de Primer Premio, in de wacht.
Sinds 2007 heeft Amor Musae niet alleen een Groot of Symfonisch blaasorkest en een Opleidingsorkest, doch ook een eigen Seniorenorkest.

## Musea
- Lucifermuseum "Latent"
- Museum de Rijf
- Mobilisatiemuseum "Weest op uw hoeden"

## Natuur en landschap

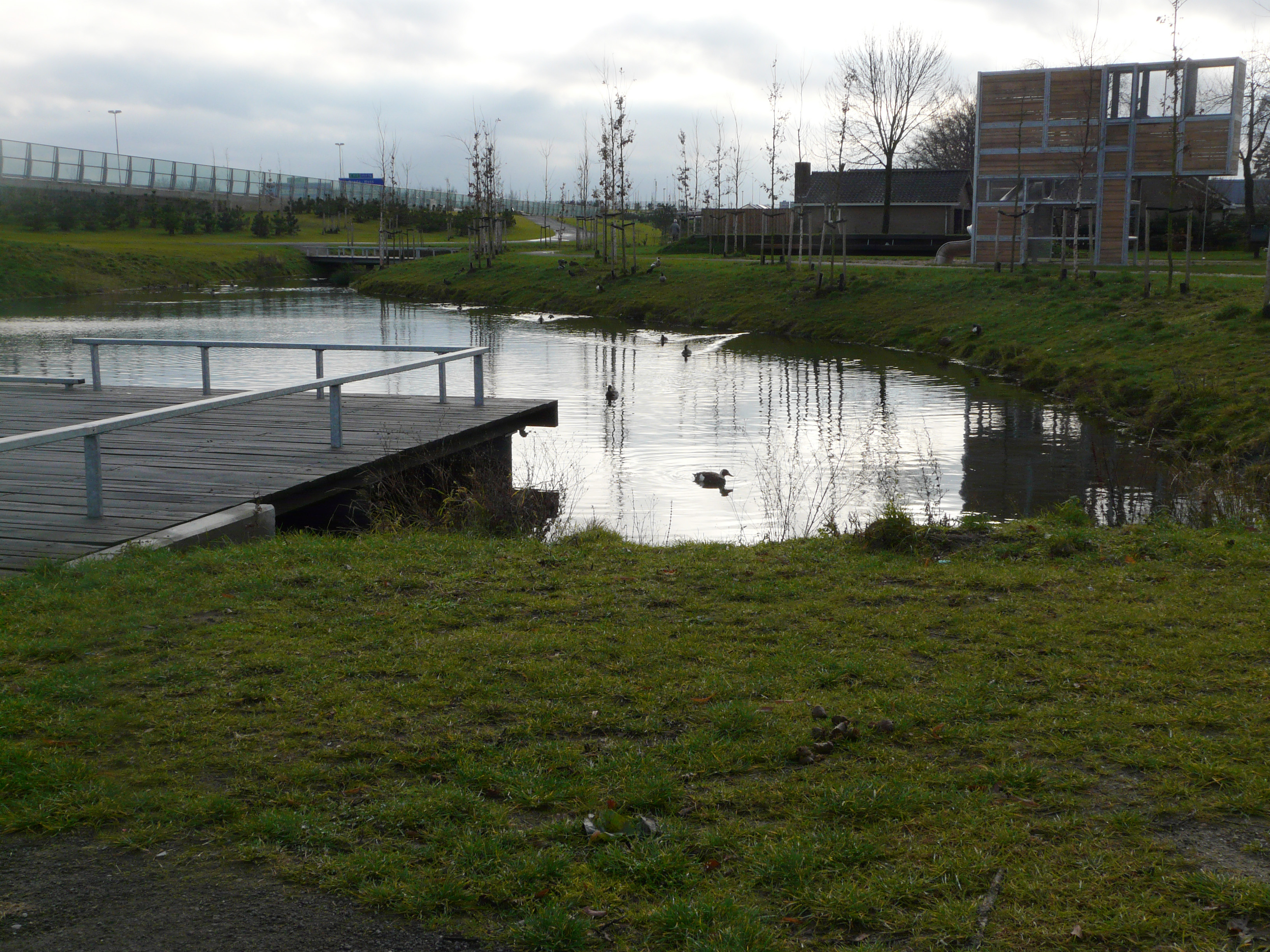
Park Overbos

Ten westen van Prinsenbeek vindt men land- en tuinbouwgebied. Men vindt op 3 km van het dorp het natuurgebied Haagse Beemden.
Ten zuiden van Prinsenbeek ligt het Liesbos. Naar het oosten toe vindt men de Bredase stadswijk Haagse Beemden en landgoederen als Burgst in het landgoederengebied Haagse Beemden.
Ten noorden van Prinsenbeek ligt, ten oosten van de A16 en ten zuiden van de Mark, het natuurgebied Rooskensdonk. Hier tegenover ligt, aan de westzijde van dezelfde weg, het natuurgebied Weimeren.

## Evenementen

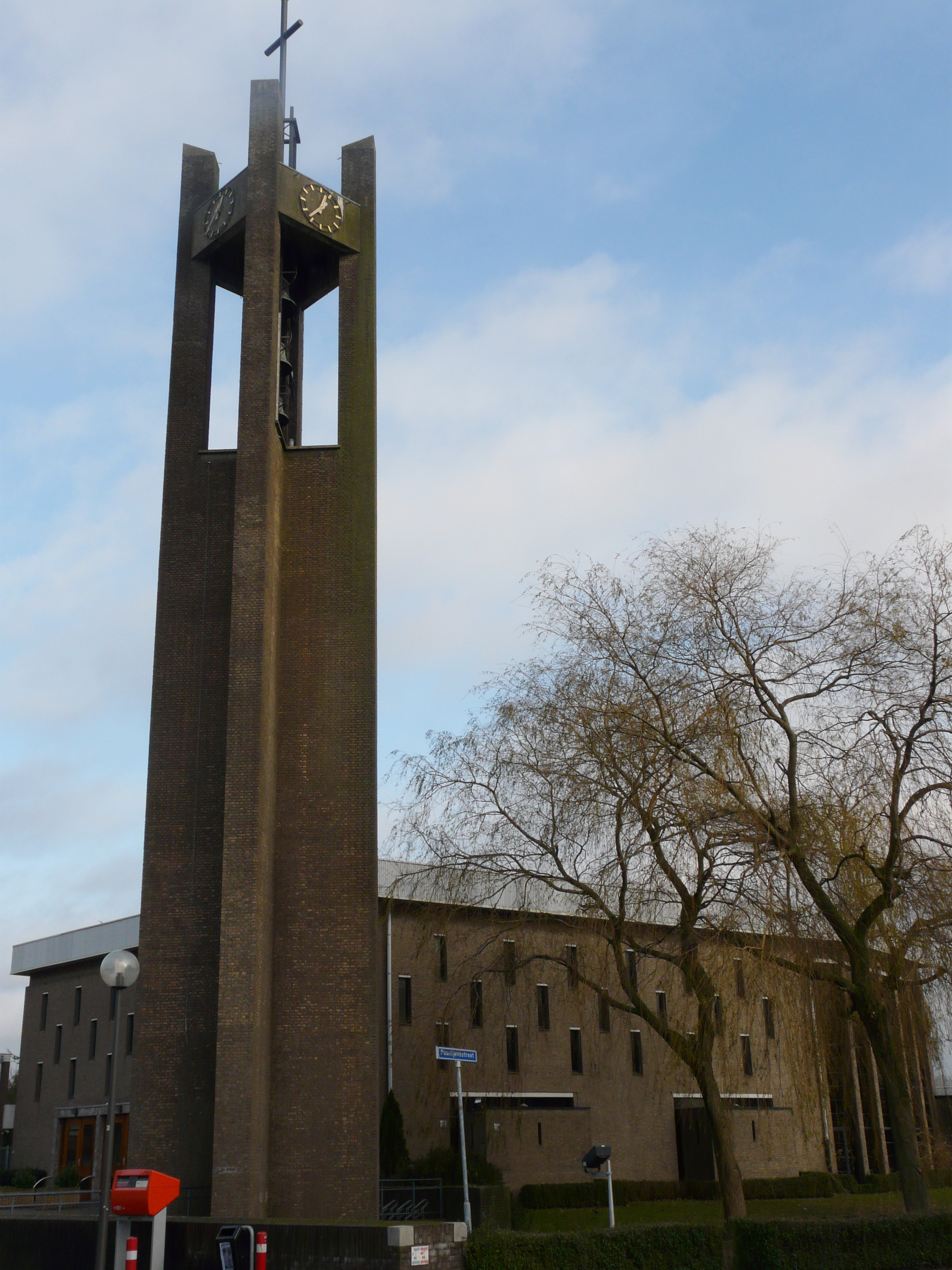
RK Kerk

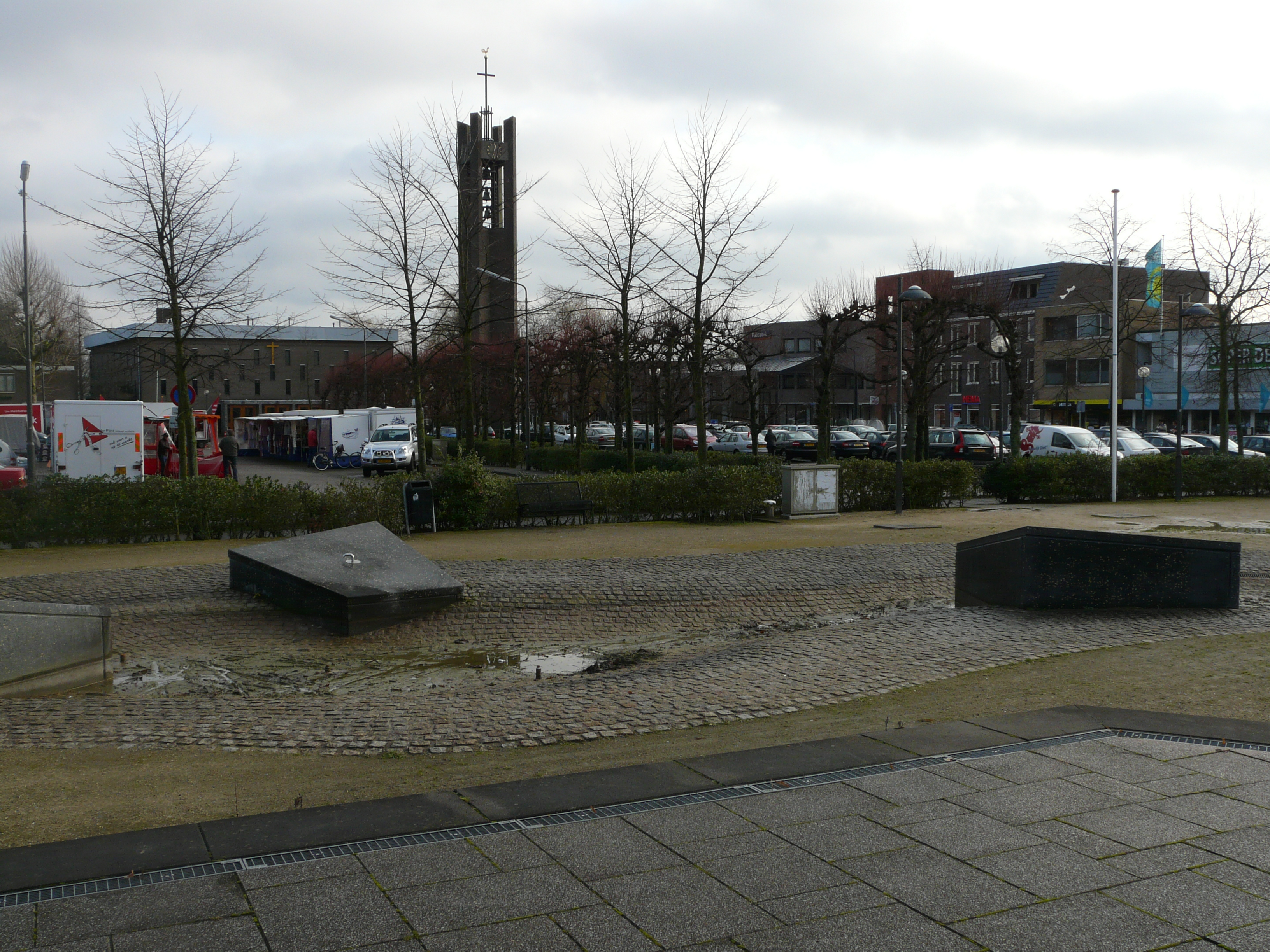
Markt

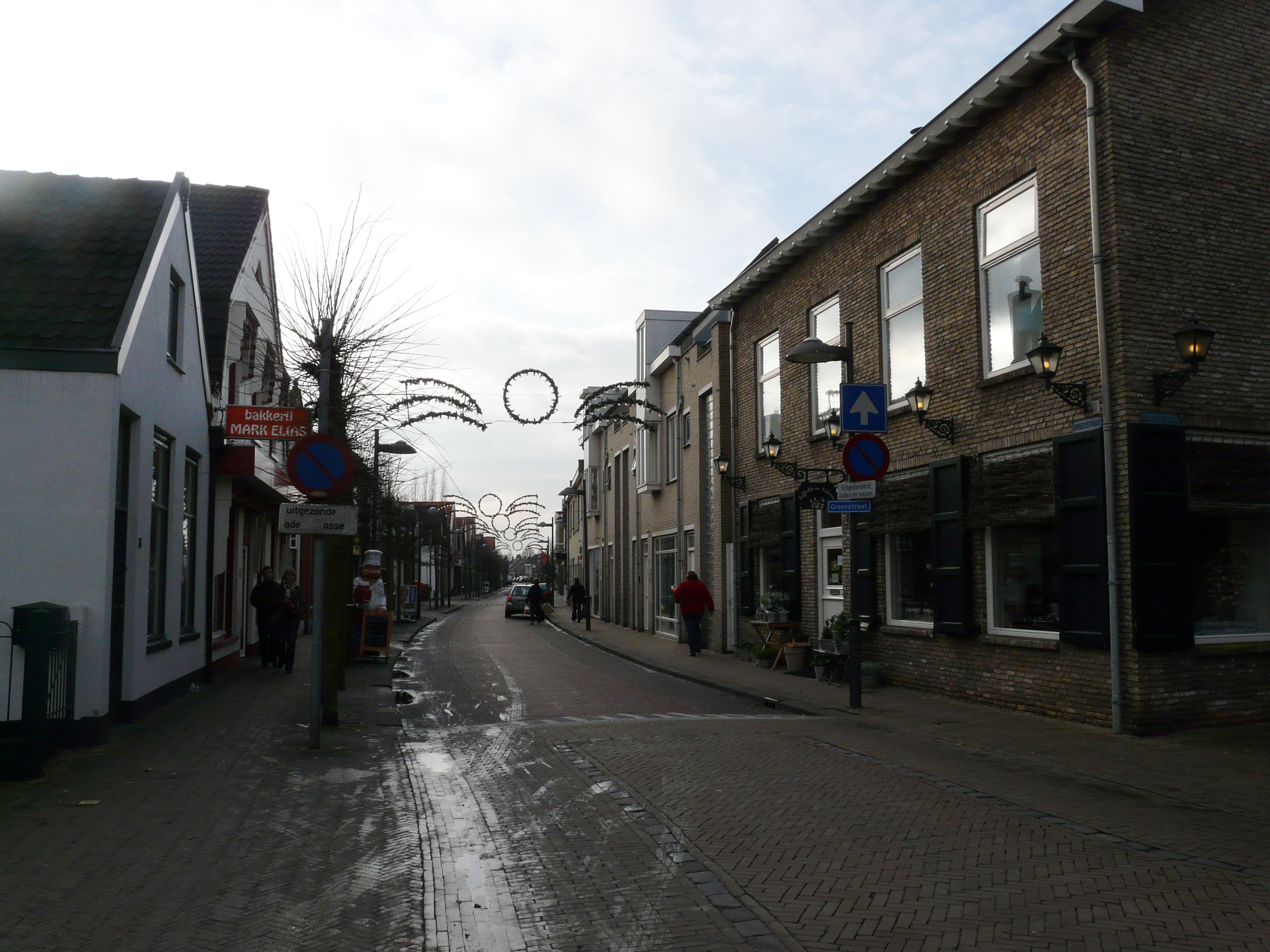
Groenstraat

- Carnaval met een grote Kinderoptocht op zaterdag en een Grote optocht met Kastelen op wielen op zondag. Tijdens karnaval (de lokale schrijfwijze is met een k) heet Prinsenbeek Boemeldonck. In de Drie Linden worden naast de populaire jeugdfeesten Kreezie-café en Piepersbal en de prijsuitreikingen van de optochten georganiseerd.
- Prinsenbeek kent een aantal lokale activiteiten:
  - Clubfeest
  - Open dag van de Bouwschuren
  - BAK Gezelligheidstocht
  - BAK zittingen
  - BRAK zitting
  - BAK Kapellenfestival
  - Beekse dorpskwis
  - Voorjaarskermis
  - Heemkundig Museum De Rijf
  - Mobilisatiemuseum Wees op uw hoede
  - Oranjefeesten
  - Fietsvierdaagse
  - Biks Blaos Festijn en jaarmarkt
  - Wandelvierdaagse
  - Kinderboekenfeest
  - Najaarskermis
  - Cees Franken Driebanden Toernooi
  - Privo Vogelshow
  - Prinsenzitting
  - BAK Fietstocht
  - Sinterklaasfeest
  - Kerstconcert
  - ATB- veldtourtocht, gezinsfietstocht
  - Loopevenement overboscross
  - Jeugdraads's 6-kamp
  - Winter Wonder Beek
  - Global Veterans Tournament op HC Prinsenbeek

## Winkelen
Er zijn vooral in het centrum diverse winkels zoals rond de Markt, de Beeksestraat, de Kapelstraat en de Groenstraat. Koopavond is op vrijdag. Op vrijdagmorgen is er weekmarkt bij de Markt.

## Media
- Modern Prinsenbeek (wekelijks digitaal)
- Prinsenbeeknieuws (dagelijks digitaal)

## Verkeer en vervoer
Prinsenbeek heeft een eigen treinstation: Breda-Prinsenbeek.

### Fietsbrug
Bij station Breda-Prinsenbeek is een 250 meter lange fietsbrug gebouwd op acht meter hoogte, waarmee de sporen kunnen worden overgestoken. De brug is onderdeel van een fietsroute tussen Breda en Prinsenbeek, en dient ook om van het ene naar het andere perron te komen. De brug, die een oudere brug met hellingbanen moest vervangen, was onderwerp van discussie.
In het Tracébesluit HSL-Zuid waren naast drie lifttorens (één lift aan Prinsenbeekse zijde en één aan iedere zijde van de treinperrons) ook twee hellingbanen opgenomen. Die werden geschrapt ten gunste van roltrappen die minder ruimte innemen. De bewoners en de Fietsersbond eisten op 5 november 2002 bij de Raad van State intrekking van de bouwvergunning en schorsing van de bouw. Onder meer werd aangevoerd dat roltrappen ongeschikt zijn voor het vervoeren van fietsen. De Raad van State wees de eisen af. Op 7 oktober 2003 werd de nieuwe fietsbrug geopend.
Op 7 november 2003 oordeelde de rechter in de bodemzaak dat de oude fietsbrug niet mocht worden gesloopt. PvdA-Kamerlid Co Verdaas stelde minister Peijs op 3 december 2003 Kamervragen. In februari 2004 trok het Projectbureau HSL-A16 het hoger beroep tegen het verbod op afbraak van de oude brug in. De Tijdelijke Commissie Infrastructurele Projecten (TCIF) van de Tweede Kamer kwam op 24 februari de HSL-Zuid bij Breda bekijken en bezocht de fietsbrug. Uiteindelijk moest de nieuwe brug toch van hellingbanen voorzien worden; met deze toeritten is de brug op 14 juli 2006 heropend.

## Geboren
- Jikke de Raaff (2004), voetbalster

## Nabijgelegen kernen
Breda, Etten-Leur, Langeweg, Lies (Breda), Princenhage en Zevenbergen.